# Sharp X1
Sharp X1 (CZ-800C) (X1 (CZ-800C)) је кућни рачунар, производ фирме Шарп (Sharp) који је почео да се израђује у Јапану током 1982. године.
Користио је Sharp Z80 A као централни микропроцесор а РАМ меморија рачунара X1 (CZ-800C) је имала капацитет од 64 KB. 
Као оперативни систем кориштен је CP/M ?.

## Детаљни подаци
Детаљнији подаци о рачунару X1 (CZ-800C) су дати у табели испод.
|                       |                                    |
| [ 1 ]                 |                                    |
| Произвођач            | Шарп                               |
| Тип                   | кућни рачунар                      |
| Меморија              | 64                                 |
| Поријекло             | Јапан                              |
| Година                | 1982                               |
| Тастатура             | тастатура са пуним помаком тастера |
| Процесор              |                                    |
| Фреквенција процесора | 4                                  |
| RAM                   | 64                                 |
| ROM                   | 6                                  |
| Текст                 | 40 / 80 x 25                       |
| Графика               | 320 x 200 / 640 x 200              |
| Боја                  | 8                                  |
| Звук                  | 3 гласа PSG                        |
| Димензије             | непознато                          |
| Портови               |                                    |
| Оперативни систем     |                                    |